# Автономия Виленского края

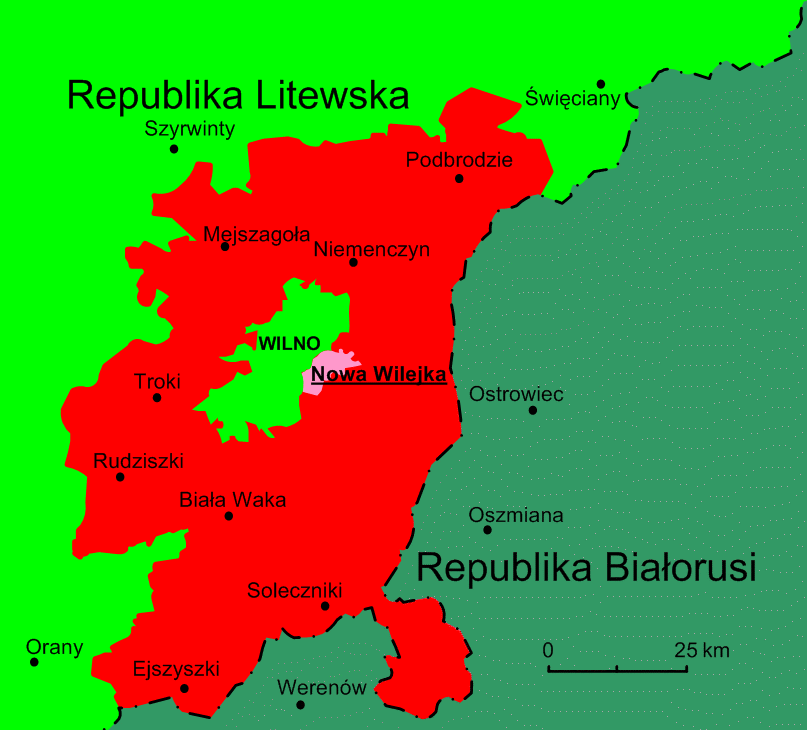
Предполагаемые границы автономии

Автономия Виленского (Вильнюсского) края (пол. Autonomia Wileńszczyzny) — идея советов Вильнюсского и Шальчининкайского районов Литовской ССР о создании автономии в составе республики в 1988—1991 годах.

## История
Идеи автономии у части поляков в Литве появилась в 1988 году после того, как Верховный Совет Литовской ССР присвоил литовскому языку статус государственного (до этого ни один язык не имел такого статуса). Поляки составляли и составляют бо́льшую часть населения в Вильнюсском крае. Немаленькая часть поляков опасалась, что это уменьшит статус польского языка. 6 сентября 1989 года Совет Народных Депутатов Шальчининкского района объявил о равном статусе литовского, польского и русского языков на территории района. 9 сентября Совет Вильнюсского района принял аналогичный закон. 15 мая 1990 года Совет Народных Депутатов Шальчининкского района принял декларацию, согласно которой Акт восстановления независимости Литвы был объявлен не имеющим юридическую силу. Требования властей республики отозвать декларацию привело к тому, что 1 июня 1990 года прошёл съезд представителей районов, в которых поляки составляли немалую часть населения. В съезде участвовало около 200 человек. Участники съезда приняла декларацию о необходимости объединить территории Литвы, населённые поляками, в одну административно-территориальную единицу. Власти Литвы декларацию проигнорировали. Идеи автономии пошли на спад после Августовского путча. Верховный Совет Литвы распустил советы Вильнюсского и Шальчининкского районов и ввёл прямое управление. Некоторые сторонники автономии были осуждены. В 1992 году выборы в местные самоуправления были восстановлены.